# Spencer Pigot

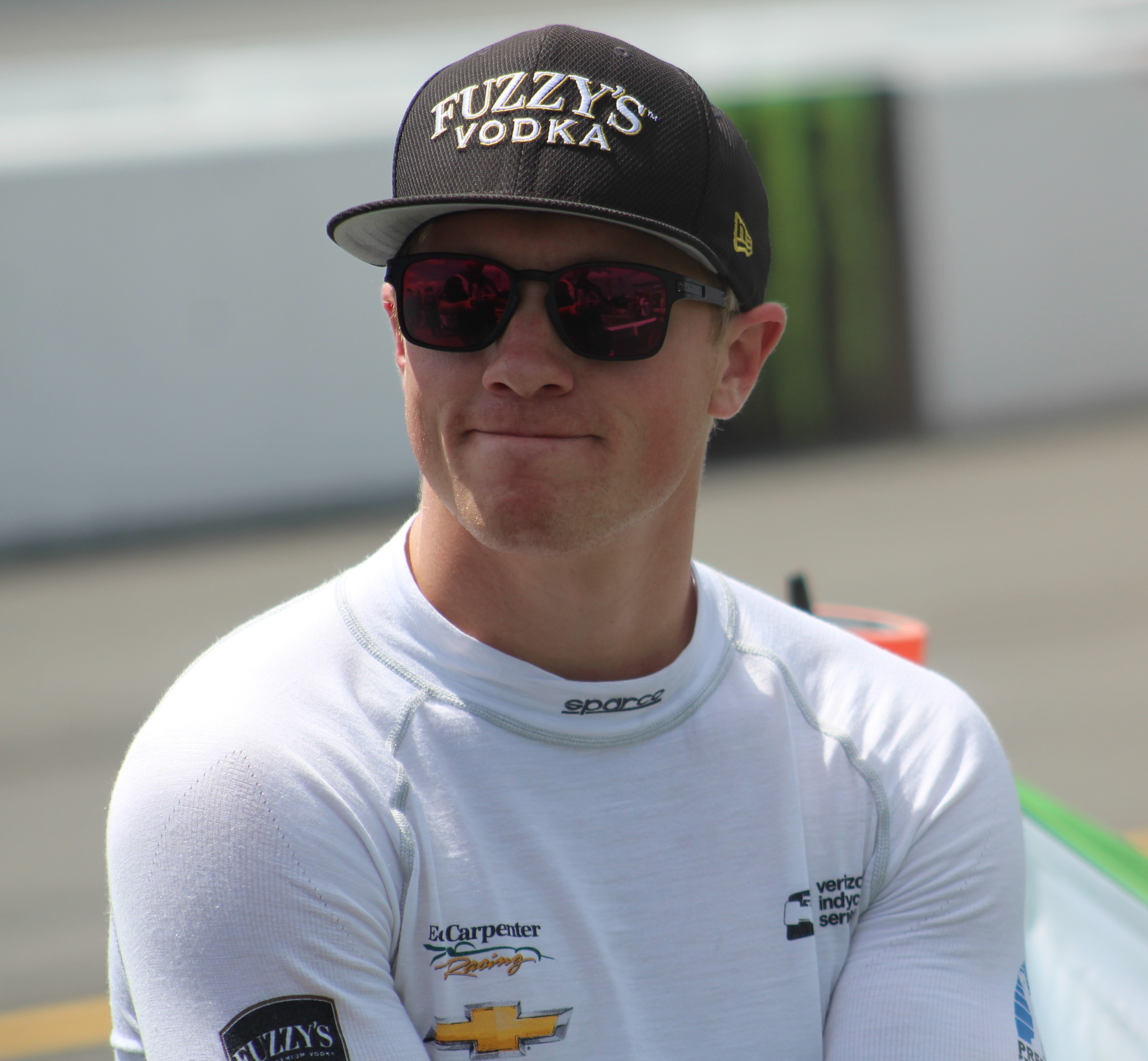
Spencer Pigot in 2018

Spencer Pigot (Pasadena, Californië, 29 september 1993) is een Amerikaans autocoureur.

## Carrière
Na een kartcarrière stapte Pigot in 2010 over naar het Skip Barber National Championship, waar hij het kampioenschap won en hierdoor een beurs van Mazdaspeed verdiende. Tevens mocht hij ook deelnemen aan het Formule Ford Festival in Engeland. In 2011 stapte hij over naar de U.S. F2000, waarbij hij voor Andretti Autosport uitkwam. Hij eindigde als tweede achter Petri Suvanto met drie overwinningen. In 2012 bleef hij deelnemen aan dit kampioenschap, maar stapte over naar het team Cape Motorsports with Wayne Taylor Racing. Hij won het jaarlijkse Winterfest voorafgaand aan het seizoen, maar werd opnieuw tweede in het hoofdkampioenschap met zeven punten achterstand op Matthew Brabham, ondanks acht overwinningen tegenover vier voor de kampioen.
In 2013 stapte Pigot over naar het Pro Mazda Championship, waarin hij uitkwam voor Team Pelfrey. Hij eindigde op een gedeelde derde plaats met Shelby Blackstock, maar de laatste won de tiebreaker met drie derde plaatsen tegenover een voor Pigot. Beide coureurs hadden één overwinning en drie tweede plaatsen. In 2014 bleef Pigot in de Pro Mazda rijden, maar stapte over naar het team Juncos Racing. Na een lang gevecht met regerend U.S. F2000-kampioen Scott Hargrove werd hij met tien punten voorsprong kampioen in een jaar waarin hij zes overwinningen behaalde.
Door het winnen van het kampioenschap kreeg hij een beurs om deel te nemen aan de Indy Lights in 2015. Hij rijdt hier opnieuw voor Juncos Racing. Hij won zes races en in de laatste race op Laguna Seca werd hij kampioen door Jack Harvey in de eindstand in te halen.
In 2016 maakt Pigot de overstap naar de IndyCar Series waar hij naast Graham Rahal uitkomt voor Rahal Letterman Lanigan Racing. Hij heeft een contract voor minimaal drie races, namelijk de seizoensopener op het Stratencircuit Saint Petersburg, de Grand Prix op de Indianapolis Motor Speedway en de 100e editie van de Indianapolis 500. Beide partijen onderhandelen nog met sponsoren voor het rijden van meer races.